# ジャパン・プレミアム
ジャパン・プレミアム（Japan Premium）とは、日本の金融機関が海外の金融市場から資金調達するとき上乗せされた、その他の国の（表向きは同程度の信用力とされる）金融機関より高い金利のことである。1997年秋より発生し、1998年秋にはさらに金利が上乗せされたが、日本経済の回復とともに概ねこのような金利が上乗せされることは無くなったが、日本経済の悪化に伴い、再び上乗せされる虞れがある。

## 概説
1990年代にはいるとバブル景気が終焉し、それにより青天井に上昇していた地価が大幅に下落して行った。
金融機関は、バブル景気時に不動産会社などに大量の資金を融資したが、バブル崩壊で土地の担保価値が大幅に下落。返済を求める金融機関の求めに応じることができず債務不履行（デフォルト）や倒産が相次いだ。当然貸付金を回収できない金融機関も破綻が相次いだ。日本の金融機関はお互いの貸付に慎重になってしまい、海外の金融機関から資金調達するようになって行った。その結果、海外の銀行間取引市場（コール市場）へなだれ込み、資金調達を行なった。しかし日本の会計は取得原価主義であったため保有の資産が取得時の高値価格で記録されており、簿上の財務に隠された含み損に対し海外の金融市場は不信感を募らせており、日本の金融機関に対してのみ通常の金利より多くの金利を要求するようになった。それをジャパン・プレミアムと呼んだ。

## 終焉
最大1％増しの金利が付いたジャパン・プレミアムであるが、1999年に日本銀行がゼロ金利政策を行なったため金融機関の資金確保に目処が立ち、これと同時に海外の金融市場も積み増しを緩めていった。そして2000年には日本の金融機関向けの金利は他国の金融機関並みとなったためジャパン・プレミアムは終焉している。